# Języki ugrofińskie
     języki jukagirskie
     języki samojedzkie
     języki ugryjskie
     języki fińskie

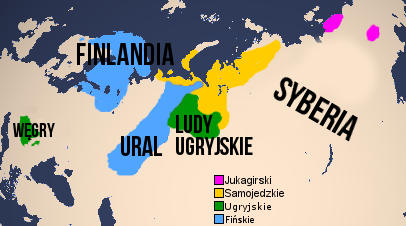
Geograficzne rozmieszczenie języków ugrofińskich wśród języków rodziny uralskiej:
języki jukagirskie
języki samojedzkie
języki ugryjskie
języki fińskie

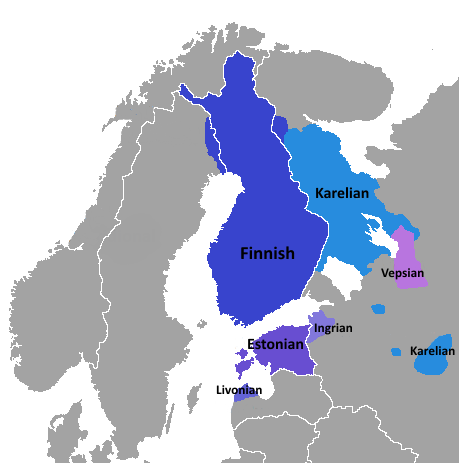
Języki bałtycko-fińskie obecnie

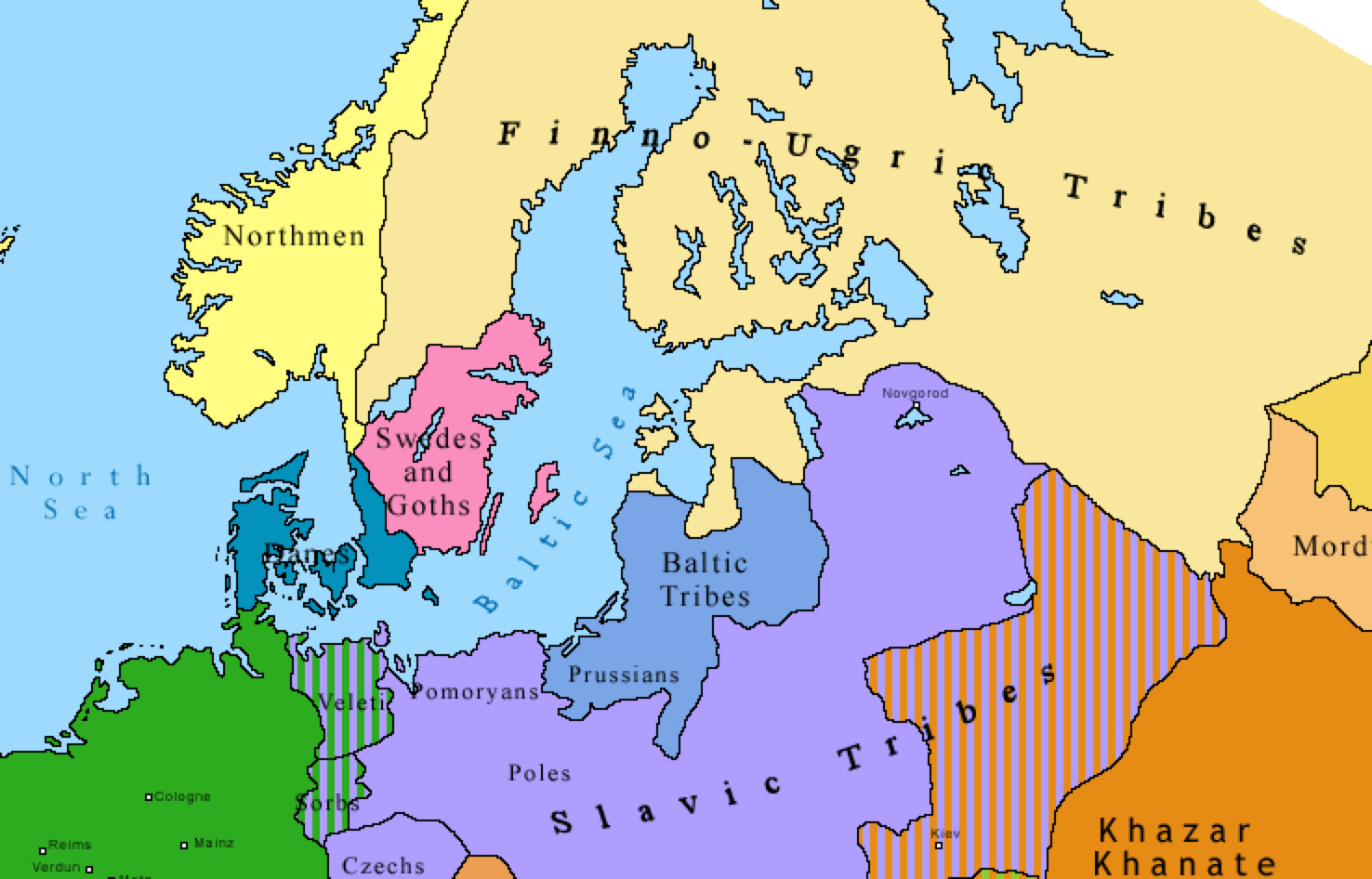
Północna Europa na początku IX wieku

Języki ugrofińskie – grupa języków w obrębie języków uralskich.
Posługuje się nimi około 24 mln mówiących, zamieszkujących Europę Północną, Syberię oraz Węgry. Grupa ta dzieli się na dwa zespoły: fiński (zwany też zachodniougrofińskim lub fińsko-permskim) i ugryjski. Najważniejsze z nich to węgierski, fiński i estoński, ale wieloma językami z tej grupy posługują się niewielkie społeczności zamieszkujące Rosję i wraz z postępującą asymilacją tych ludów wiele z tych języków zagrożonych jest wymarciem.
Cechą charakterystyczną języków z tej grupy jest występowanie dużej liczby przypadków.
Pokrewieństwo między różnymi członkami tej rodziny polega przede wszystkim na zbliżonej strukturze języka, podczas gdy w słownictwie jest niewiele podobieństw. Prajęzyki, z których powstały następnie fiński i węgierski, rozdzieliły się wiele tysięcy lat temu, toteż ich podobieństwo jest nie większe niż między członkami różnych podrodzin języków indoeuropejskich, na przykład między polskim a niemieckim.

## Klasyfikacja języków ugrofińskich
języki uralskie (ok. 24 mln)
języki ugrofińskie (ok. 24 mln)
języki fińskie (ponad 9,6 mln)
języki bałtycko-fińskie (ok. 7,3 mln)
fiński (ok. 6 mln)
estoński (ok. 1,1 mln)
karelski (ok. 200 tys.)
võro (ok. 70 tys.)
wepski (ok. 5 tys.)
iżorski (ok. 200)
wotycki (ok. 100)
liwski (ok. 100)
języki wołżańskie (ok. 1,5 mln)
maryjski (czeremiski, ok. 550 tys.)
erzja (ok. 500 tys.)
moksza (ok. 400 tys.)
języki permskie (ok. 1,2 mln)
komi (zyriański, ok. 345 tys.)
komi-permiacki (ok. 150 tys.)
udmurcki (wotiacki, ok. 700 tys.)
języki saamskie (ok. 35 tys.)
języki ugryjskie (ponad 14 mln)
chantyjski (ostiacki, ok. 20 tys.)
mansyjski (wogulski, ok. 8 tys.)
węgierski (ok. 14 mln)